# Воробьёв, Юрий Александрович
Ю́рий Алекса́ндрович Воробьёв (20 марта 1937, д. Ново-Александровка, Бугульминский район, ТАССР, СССР — 17 января 1985, Новосибирск, РСФСР, СССР) — директор Новосибирского химического завода (1976—1985), почётный химик Министерства химической промышленности СССР (1984).

## Биография
Родился 20 марта 1937 года в деревне Ново-Александровка Бугульминского района Татарской АССР в крестьянской семье. В 1959 году окончил Ленинградский технологический институт имени Ленсовета. В дальнейшем работал исключительно на Новосибирском химическом заводе, где первое время занимал такие должности как мастер, начальник смены, инженер-технолог, начальник ЦЗЛ, начальник цеха кабельных пластикатов и липких лент. С 1973 года — главный инженер предприятия, с 1976 по 1985 год — директор.
На предприятии занимался рационализаторством. Получил четыре свидетельства на изобретения в области технологии кабельных пластикатов, аминопласта, липких лент.
Состоял во Всесоюзном химическом обществе имени Д. И. Менделеева.
Депутат Железнодорожного районного Совета Новосибирска двух созывов.
Умер в Новосибирске. Похоронен на Заельцовском кладбище (квартал 71).

## Звания и награды
Удостоен двух медалей и звания «Почётный химик Министерства химической промышленности СССР» (1984) за безупречный труд и активное участие в развитии химической промышленности.